# الكسندر غونزاليس
الكسندر غونزاليس (بالإسبانية: Alexander González) هو دراج كولومبي، ولد في 1 نوفمبر 1979 في كالي في كولومبيا.

## وصلات خارجية
- الكسندر غونزاليس على موقع أرشيف الدراجات (الإنجليزية)
- الكسندر غونزاليس على موقع إحصائيات الدراجات الإحترافية (الإنجليزية)